# Khulna
Pronunciação
Khulna é a capital e a maior cidade da província de homónima, no Bangladesh. Localiza-se no sudoeste do país nas proximidades do delta do Ganges. Tem mais de dois milhões de habitantes. O seu município foi constituído em 1884.